# タングショー
『タングショー』は、2000年10月〜2002年3月までCBCラジオ（中部日本放送）で放送された深夜番組。

## 概要
放送時間は毎週月曜日 - 金曜日 23:30〜24:40。CBCラジオは自社制作の若者向け夜ワイド番組（もしくは深夜番組）を平日の夜時間帯に放送していたが、『本気汗』の終了とともに『BATTLE TALK RADIO アクセス』（TBSラジオ）のネット受けを開始。平日22時台の自社制作を断念することとなった。一説では平日22時～24時に放送していた『allnightnippon SUPER!』（ニッポン放送）開始による影響で平日夜時間帯の戦略の見直しを迫られることとなったと言われている。
当時のCBCラジオは若者よりもややアダルト色が強い番組編成を組んでいたということもあり、西川のりお、大槻ケンヂといった大物タレントがパーソナリティを務めた。
本気汗のパーソナリティを務めた海砂利水魚（当時。現・くりぃむしちゅー）、松村邦洋。2001年後半からbaseよしもとのブラックマヨネーズ、ビッキーズ（現・解散）、ロザンの3組が週代わりで登場するなど、若者向けの深夜放送というベクトルも用意する等、今後の番組方針を占う意味でも重要な番組編成であった。
当番組枠は『ハイパーナイト』に引き継がれたが金曜日のみ、24:30から『TEENS' MUSIC WAVE』を放送したため、放送枠を縮小した。

## パーソナリティ
| 期間    | 期間    | 月曜日     | 火曜日       | 水曜日     | 木曜日   | 金曜日   |
| ------- | ------- | ---------- | ------------ | ---------- | -------- | -------- |
| 2000.10 | 2001.03 | 西川のりお | 大槻ケンヂ   | 海砂利水魚 | 松村邦洋 | 戸井康成 |
| 2001.04 | 2001.09 | 西川のりお | 大槻ケンヂ   | 海砂利水魚 | 松村邦洋 | 若狭敬一 |
| 2001.10 | 2002.03 | 大槻ケンヂ | baseよしもと | ダイノジ   | 松村邦洋 | 若狭敬一 |

### 月曜
- 西川のりお　2000年10月〜2001年9月
- 大槻ケンヂ　2001年10月〜2002年3月

### 火曜
- 大槻ケンヂ　2000年10月〜2001年9月
- baseよしもと　2001年10月〜2002年3月

※ブラックマヨネーズ、ビッキーズ（現・解散）、ロザンの3組の週替わり制。

### 水曜
- 海砂利水魚（当時。現・くりぃむしちゅー）　2000年10月〜2001年9月
- ダイノジ　2001年10月〜2002年3月

※ハイパーナイトでも引き続き担当。

### 木曜
- 松村邦洋　2000年10月〜2002年3月

※東京支社からの放送。

### 金曜
- 戸井康成　2000年10月〜2001年3月
- 若狭敬一（CBCアナウンサー）　2001年4月〜2002年3月

※若狭は『ハイパーナイト』でも引き続き『若狭敬一のワカサギ』として放送した（2009年3月まで）。ゲストとのトークを展開するスタイルは『ナガオカ』に引き継がれた。